# Villalázara
Villalázara es una localidad del municipio burgalés de Merindad de Montija, en la Comunidad Autónoma de Castilla y León (España). 
La iglesia está dedicada a san Juan Bautista.

## Localidades limítrofes
Confina con las siguientes localidades:
- Al norte con Loma de Montija.
- Al noreste con Villasante.
- Al sureste con Barcenillas del Rivero.
- Al suroeste con Baranda y Quintanahedo.
- Al oeste con Cuestahedo.

## Demografía
Evolución de la población
| Gráfica de evolución demográfica de Villalázara entre 2000 y 2017  |
|                                                                    |
| Población de derecho (2000-2017) según el padrón municipal del INE |

## Historia
Así se describe a Villalázara en el tomo XVI del Diccionario geográfico-estadístico-histórico de España y sus posesiones de Ultramar, obra impulsada por Pascual Madoz a mediados del siglo XIX:

Lugar en la provincia, audiencia territorial, capitanía general y diócesis de Burgos (17 leguas), partido judicial de Villarcayo (3), ayuntamiento de la Merindad de Montija (1/2); Situado en una pequeña llanura, buena ventilación y clima frío, pero sano; y se sufren constipados y pulmonías. Tiene 24 casas, escuela de instrucción primaria, dotada con 13 fanegas de trigo, un mesón, un antiguo palacio, una iglesia parroquial (San Juan Bautista) servida por un cura párroco. El término confina N Villasante; E Loma; S Baranda, y O Barcenillas; en él se encuentra una granja titulada Barrio, propia del convento de monjas de Santa Clara de Medina de Pomar. El terreno es de mediana calidad; le fertiliza el río Trueba que se une con el Cerneja y el Salzana; sobre ellos hay 2 puentes. Caminos locales, y la carretera de Burgos. El correo se recibe de Villarcayo, por medio de valijero, los domingos, miércoles y viernes, y se despacha los martes, miércoles y domingos. Producciones: cereales, legumbres y patatas; cría ganado lanar, caballar y vacuno; caza de perdices y conejos, y pesca de truchas. Población: 38 vecinos, 142 almas. Capital productivo: 959.700 reales. Imponible: 84.492. Contribución: 72.
Diccionario geográfico-estadístico-histórico de España y sus posesiones de Ultramar